# Boo distrikt
Boo distrikt är ett distrikt i Nacka kommun och Stockholms län. 
Distriktet ligger i nordöstra delen av kommunen. 

## Tidigare administrativ tillhörighet
Distriktet inrättades 2016 och utgörs av socknen Boo i Nacka kommun.
Området motsvarar den omfattning Boo församling hade 1999/2000.